# Contea di Crawford (Illinois)
La contea di Crawford ( in inglese Crawford County ) è una contea dello Stato dell'Illinois, negli Stati Uniti. La popolazione al censimento del 2000 era di 20 452 abitanti. Il capoluogo di contea è Robinson.